# Mas de Bondia
El lloc de Mas de Bondia és una vila closa d'origen medieval situat al municipi de Montornès de Segarra a la comarca de la Segarra. Originalment un mas, es va anar ampliant al llarg d'un carrer amb dues fileres de cases i una única porta d'accés per la part de llevant.
La principal característica del nucli és el carrer tancat, un recinte on només hi ha un accés i les cases fan de muralla, anomenat carrer Portal. Posteriorment, i per manca d'espai al nucli inicial, s'han edificat habitatges fora vila, al voltant del que s'anomena carrer Sant Bartomeu. S'hi conrea cereals, vinyes, oliveres i ametlles.

## Descripció

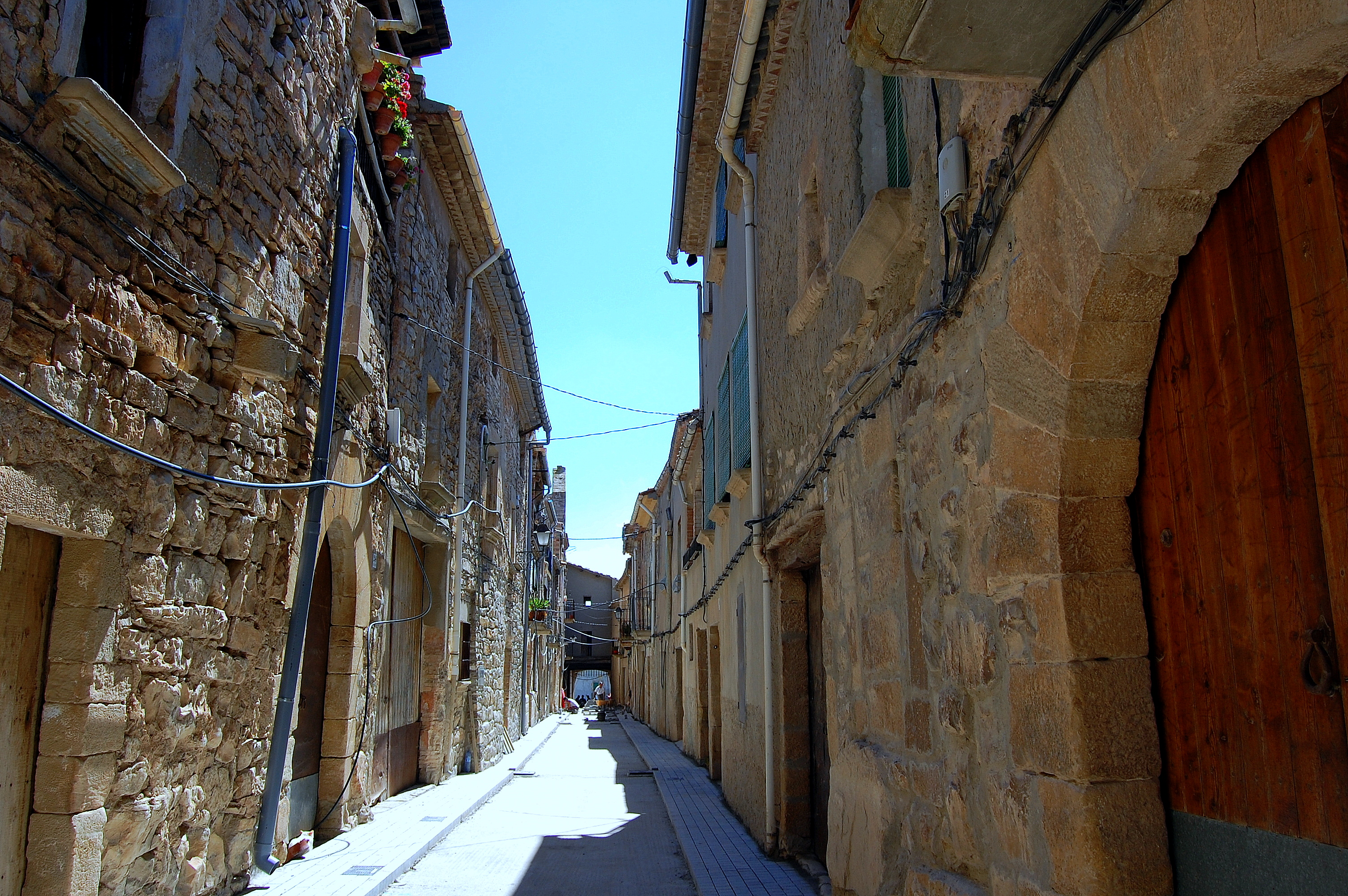
Carrer de Mas de Bondia

En origen, el Mas de Bondia era un edifici aïllat, al cim d'un turó. Amb el temps, l'estructura del mas es va anant modificant, i va derivar en un petit nucli de població a partir d'un carrer sense sortida. Ambdós costats d'aquest carrer s'annexionen les cases dels nous pobladors, en sentit perpendicular a l'eix del carrer, formant un carrer fortificat, on els darreres de les cases feien de muralla i al qual s'accedia per un únic portal. Aquest portal és l'antiga porta d'entrada de la primitiva masia i actualment ha esdevingut pas cobert. L'aspecte exterior d'aquest portal d'accés al poble, té l'estructura d'una masia tradicional, de tres cossos, amb dos trespols que separen la planta baixa (portal d'entrada d'arc de mig punt adovellat), primer pis (dues finestres quadrades i balcó) i les golfes (obertura de dues finestres). El parament exterior d'aquesta façana està format per carreus de pedra local i al costat esquerre del portal, s'adossa un contrafort. La teulada d'aquest edifici és a doble vessant.

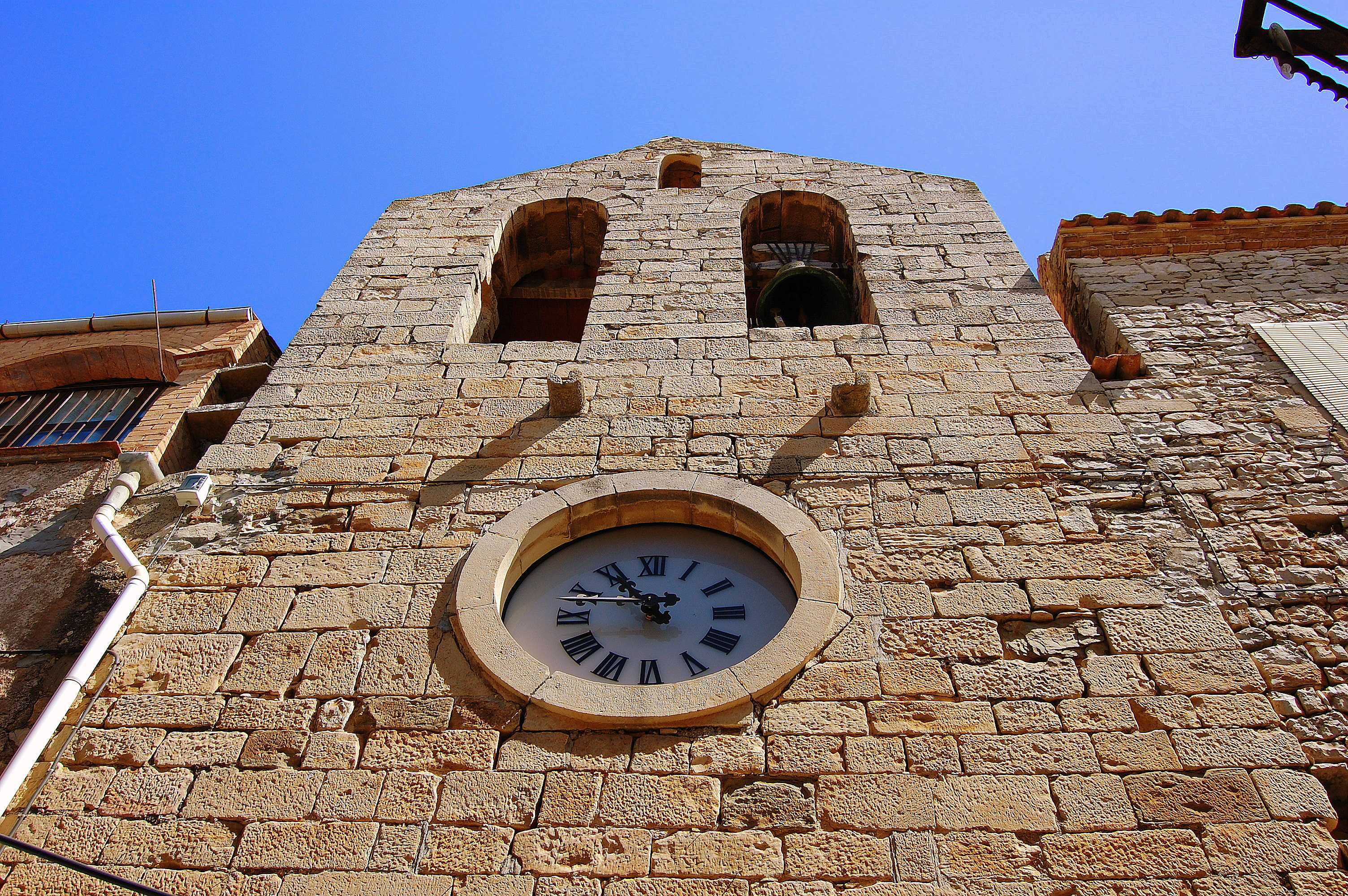
Sant Bartomeu del Mas de Bondia

Dins d'aquest conjunt fortificat, que esdevé un clos murallat d'origen medieval, podem destacar alguns edificis significatius. Un d'ells és l'església parroquial de Sant Bartomeu en el número 4 del carrer del Portal. Es tracta d'una església d'origen medieval però molt modificada amb el pas del temps. Presenta una façana estructurada a partir d'una porta d'accés d'arc de mig punt adovellat. Per damunt i sobre de la porta sobre un òcul motllurat, actualment sense entrada de llum, ja que la seva estructura rodona és aprofitada per un rellotge en perfecte funcionament, i corona la façana, un campanar d'espadanya de dos ulls.
També, al llarg d'aquest carrer es poden trobar algunes cases que presenten decoracions interessants centrades a llindes dels balcons de les seves façanes principals. És el cas de Cal Pere Gros, en el número 31, i Cal Ferrer, número 29. Ambdós cases, presenten relleus, ondulats a les llindes dels balcons situats al primer pis, com una sanefa. També, aquest aspecte decoratiu el trobem en la llinda del balcó a Cal Narcís, en el número 4. Aquesta decoració present als seus balcons ens contextualitza la remodelació o creació d'aquests habitatges al llarg del segle xvi.
Un cas diferent alhora que significatiu, es pot trobar a cal Narcís Vell, en el número 21, on s'hi troben altres elements decoratius esculpits a les pedres de la seva planta baixa. Es tracta del treball amb relleu dos escuts de pedra, situats ambdós costats d'una espitllera. Un d'ells presenta el dibuix en relleu d'una creu hospitalària i l'altre, l'escut no està identificat, clar reflex del passat medieval de la vila

## Història
El lloc del Mas de Bondia fou una quadra o petit districte del Castell de Montornès de Segarra situat al sector de ponent del terme. El 1181 el rei Alfons I el Cast feu donació del castell a l'orde del Temple, on també s'inclogué el mas. Aquesta quadra seguí les mateixes vicissituds que el castell, que passaren a dependre de la comanda de Granyena.
El mas o la masia, alhora unitat residencial i centre d'explotació agrària, presenta una riquesa en les seves formes arquitectòniques fruit tant de complexos processos històrics, com de l'aprofitament i transformació d'estructures preexistents. L'estabilitat i la recuperació agrària que va tenir el camp català a finals del segle xv, va propiciar l'aparició d'una pagesia benestant. Aquest fet va comportar la restauració d'antics masos, amb la construcció d'un alt nivell arquitectònic. El vandalisme i la pirateria a Catalunya, van obligar a la fortificació de molts d'aquests masos.